# Ficus cundinamarcensis
Ficus cundinamarcensis är en mullbärsväxtart som beskrevs av Armando Dugand. Ficus cundinamarcensis ingår i släktet fikonsläktet, och familjen mullbärsväxter. Inga underarter finns listade i Catalogue of Life.